# Josh Beckett
Josh Beckett (Spring (Texas), Estados Unidos. Apodado como Kid Heart) es un exjugador de béisbol de la Major League Baseball, la máxima categoría profesional de este deporte en Estados Unidos. En sus intervenciones en los playoffs, en 2003 ganó el título de MVP en la Serie Mundial con los Florida Marlins. También lo recibió en el 2007 en la serie de campeonato de la Liga Americana con los Boston Red Sox y cuenta con un porcentaje de carreras limpias permitidas (ERA), hasta el 2008, de 3,78.
Sin embargo, el extraordinario pitcher de los Medias Rojas de Boston, no solamente jugaba al béisbol, también ha colaborado en obras de caridad. La Fundación Josh Beckett es una organización caritativa creada en 2007 para apoyar a la comunidad. El objetivo principal es el esfuerzo por mejorar la salud y el bienestar de los niños, especialmente aquellos que están tremendamente enfermos, inválidos, pobres o por otra parte perjudicados.    
La Fundación les proporciona una oportunidad en sus vidas a lo largo de Nueva Inglaterra y en Spring, Texas, la ciudad natal de Josh.

## Biografía
Josh Beckett creció idolatrando a sus compatriotas tejanos Nolan Ryan y Roger Clemens. De joven, brilló en los equipos All-Star de las Pequeñas Ligas. Posteriormente, asistió a la escuela preparatoria Spring en Spring, Texas. Durante su primer año, tuvo problemas con las calificaciones y con la atención a su entrenador, por lo que este, frustrado, lo expulsó del equipo. Experimentó un estirón antes de su segundo año y le añadió velocidad a su recta. También elevó su promedio de calificaciones y pudo regresar al equipo, donde tuvo un récord de 9-3 con una efectividad de 1.18 en su segundo año, lanzando tres juegos sin hits.
En su penúltimo año de preparatoria, Josh Beckett fue clasificado por Baseball America como el mejor prospecto de preparatoria del país, y su equipo como el mejor equipo de béisbol de preparatoria. Compiló un récord de 13-2 y ponchó a 2.1 bateadores por entrada, con solo 20 bases por bolas en toda la temporada. Su entrenador de la preparatoria dijo: 

 I’ve never seen a pitcher with his ability—ever. 
 Nunca he visto a un lanzador con su habilidad, jamás. 

En su último año, Josh Beckett, fue nombrado jugador de preparatoria del año por USA Today. Beckett firmó una carta de intención para lanzar para la Universidad de Texas A&M, pero él y Josh Hamilton eran considerados los dos mejores jugadores disponibles en el draft de las Grandes Ligas de Béisbol de 1999. Preocupados por la aparente arrogancia de Josh Beckett, los Tampa Bay Devil Rays eligieron a Hamilton con la primera selección. Josh Beckett, por su parte, fue elegido con la segunda selección por los Florida Marlins. El director de exploración de los Marlins, Al Avila, dijo en ese momento: 

 Beckett has good size and has an overpowering fastball. He's a bulldog on the mound. 
 Beckett tiene buen tamaño y una bola rápida abrumadora. Es un bulldog en el montículo. 

Mostrando su confianza, Josh Beckett predijo que llegaría a las ligas mayores en dos años y jugaría en un juego de estrellas en 2001. 